# Bartosz Janeczek
Bartosz Janeczek (ur. 12 lipca 1987 w Krakowie) – polski siatkarz, grający na pozycji atakującego, lecz od sezonu 2017/2018 występuje jako przyjmujący. Reprezentant Polski grup młodzieżowych (Mistrz Europy kadetów z 2005 r.). 

## Kariera

### Kariera klubowa
Swoją karierę rozpoczynał w MKS MOS Wieliczka. Później grał w MKS Andrychów. W 2003 r. przeniósł się do Delic-Polu Norwid Częstochowa i rozpoczął edukację w SMS PZPS Spała. W czasie edukacji występował w szkolnym zespole oraz w zespole klubowym, z którym zdobył mistrzostwo Polski kadetów (2004) oraz brązowy medal Mistrzostw Polski juniorów (2005), dwukrotnie w Mistrzostwach Polski juniorów zajmował IV miejsce (2004, 2006). W 2006 r. ukończył Niepubliczne Liceum Ogólnokształcące „Szkoła Mistrzostwa Sportowego PZPS” w Spale.
Przed sezonem 2012/2013 podpisał kontrakt z Resovią, lecz został natychmiast wypożyczony do Chaumont VB 52. Po roku spędzonym we Francji wrócił do Polski i w sezonie 2013/2014 grał w Transferze Bydgoszcz. Po zakończonym sezonie 2014/2015 został zawodnikiem Callipo Vibo Valentia.

## Sukcesy klubowe
Mistrzostwa Polski Kadetów:
- 2004

Mistrzostwa Polski Juniorów:
- 2005

Puchar Polski:
- 2008

Mistrzostwo Polski: 
- 2008

Puchar Challenge:
- 2012

## Sukcesy reprezentacyjne
Mistrzostwa Europy Kadetów:
- 2005